# Triplaris moyobambensis
Triplaris moyobambensis là một loài thực vật có hoa trong họ Rau răm. Loài này được Brandbyge miêu tả khoa học đầu tiên năm 1984.